# Casa Ortega
La Casa Ortega es un edificio de viviendas situado en la Gran Vía Marqués del Turia número 9 de la ciudad de Valencia (España), dentro del distrito del Ensanche de la ciudad. Su estilo arquitectónico es el modernismo valenciano.

## Edificio
El proyecto es obra del arquitecto valenciano Manuel Peris Ferrando y fue realizado en 1906. Es uno de los mejores ejemplos del modernismo valenciano aplicado a la construcción de viviendas. El edificio conserva su fachada original con una esmerada decoración naturalista obra del escultor valenciano Joaquín Real, el zagúan y la escalera principal.
El edificio consta de planta baja, tres alturas y ático. Destaca en la fachada las esculturas de grandes dimensiones en la entrada principal y la decoración floral de la planta baja, en la primera altura el delicado trabajo en piedra del balcón principal y dos miradores acristalados a ambos lados, en la tercera altura los ventanales modernistas a ambos extremos con esculturas en la parte superior y en el remate del edificio su trabajada decoración vegetal.